# Backspace
Een terugtoets of backspace is een toets op het toetsenbord van een computer.
De backspace was op dezelfde plaats aanwezig op een schrijfmachine en verplaatste de wagen een spatie terug. Hiermee was het bijvoorbeeld mogelijk om twee tekens op dezelfde positie te tikken, bijvoorbeeld voor onderstreping.
Het indrukken van de terugtoets heeft tot gevolg dat het voorgaande teken in de tekst wordt verwijderd. Bij veel programma's en op het internet wordt de backspacetoets ook gebruikt om naar de vorige bekeken pagina terug te keren.